# George P. Cosmatos
George Pan Cosmatos (Grieks: Τζωρτζ Κοσμάτος) (Florence, 4 januari 1941 – Victoria, 19 april 2005) was een Grieks-Italiaans filmregisseur. 

## Loopbaan
Cosmatos studeerde cinematografie in Londen en werkte als assistent-regisseur aan Otto Preminger's film Exodus (1960). Hij maakte zijn regiedebuut in 1971 met Sin met Raquel Welch in de hoofdrol. Daarna had hij succes met de Italiaanse film Massacre in Rome (1973) met Richard Burton en Marcello Mastroianni. 
In 1976 regisseerde hij de internationale film The Cassandra Crossing met onder meer Sophia Loren, en de Britse film Escape to Athena (1979) met onder meer Roger Moore en Telly Savalas. Hierna maakte hij in 1983 zijn debuut in Noord-Amerika met de Canadese film Of Unknown Origin. Vervolgens maakte hij een reeks blockbusters, zoals Rambo: First Blood Part II (1985) en Cobra (1986) met Sylvester Stallone, en Leviathan (1989). In de jaren negentig regisseerde hij twee films, Tombstone (1993) en Shadow Conspiracy (1997).
Cosmatos overleed op 19 april 2005 in Victoria, Canada aan longkanker.

## Filmografie
- Sin (1971)
- Massacre in Rome (1973)
- The Cassandra Crossing (1976)
- Escape to Athena (1979)
- Of Unknown Origin (1983)
- Rambo: First Blood Part II (1985)
- Cobra (1986)
- Leviathan (1989)
- Tombstone (1993)
- Shadow Conspiracy (1997)